# نیل فین (بازیکن فوتبال)
نیل فین (انگلیسی: Neil Finn؛ زادهٔ ۲۹ دسامبر ۱۹۷۸) بازیکن فوتبال اهل بریتانیا است.
از باشگاه‌هایی که در آن بازی کرده‌است می‌توان به باشگاه فوتبال وستهام یونایتد، باشگاه فوتبال بارنت، باشگاه فوتبال رومفورد، و باشگاه فوتبال آلدرشات تاون اشاره کرد.